# Temporada 1982-83 de los Chicago Bulls
La temporada 1982-83 fue la decimoséptima de los Chicago Bulls en la NBA. La temporada regular acabaron con 28 victorias y 54 derrotas, ocupando la novena posición de la Conferencia Este, no logrando clasificarse para los playoffs.

## Elecciones en elDraft
| Ronda | Puesto | Jugador         | Posición  | Nacionalidad   | Universidad   |
| ----- | ------ | --------------- | --------- | -------------- | ------------- |
| 1     | 7      | Quintin Dailey  | Escolta   | Estados Unidos | San Francisco |
| 2     | 26     | Ricky Frazier   | Alero     | Estados Unidos | Missouri      |
| 2     | 30     | Wallace Bryant  | Pívot     | Estados Unidos | San Francisco |
| 2     | 31     | Rod Higgins     | Ala-Pívot | Estados Unidos | Fresno State  |
| 4     | 76     | Chuck Aleksinas | Pívot     | Estados Unidos | Connecticut   |

## Temporada regular
| División Central    | División Central | División Central | División Central | División Central | División Central | División Central | División Central | División Central |
| Equipo              | G                | P                | %                | PD               | Casa             | Fuera            | Div              |                  |
| ------------------- | ---------------- | ---------------- | ---------------- | ---------------- | ---------------- | ---------------- | ---------------- | ---------------- |
| y-Milwaukee Bucks   | 51               | 31               | .622             | –                | 31–10            | 20–21            | 22–7             |                  |
| x-Atlanta Hawks     | 43               | 39               | .524             | 8                | 26–15            | 17–24            | 21–8             |                  |
| Detroit Pistons     | 37               | 45               | .451             | 14               | 23–18            | 14–27            | 19–11            |                  |
| Chicago Bulls       | 28               | 54               | .341             | 23               | 18–23            | 10–31            | 13–17            |                  |
| Cleveland Cavaliers | 23               | 59               | .280             | 28               | 15–26            | 8–33             | 8–22             |                  |
| Indiana Pacers      | 20               | 62               | .244             | 31               | 14–27            | 6–35             | 6–24             |                  |

## Estadísticas
| Rk | Jugador           | Edad | P  | PT | MP   | TC  | TCI  | %TC  | T3  | T3I | %T3  | TL  | TLI | %TL  | RO  | RD  | RT  | AS  | RB  | TAP | BP  | FP  | PTS  |
| -- | ----------------- | ---- | -- | -- | ---- | --- | ---- | ---- | --- | --- | ---- | --- | --- | ---- | --- | --- | --- | --- | --- | --- | --- | --- | ---- |
| 1  | Reggie Theus      | 25   | 82 | 81 | 34.8 | 9.1 | 19.1 | .478 | 0.3 | 1.1 | .231 | 5.3 | 6.6 | .801 | 1.1 | 2.5 | 3.7 | 5.9 | 1.7 | 0.2 | 3.9 | 3.4 | 23.8 |
| 2  | Dave Corzine      | 26   | 82 | 71 | 30.4 | 5.6 | 11.2 | .497 | 0.0 | 0.0 | .000 | 2.8 | 3.9 | .720 | 3.0 | 5.8 | 8.7 | 1.9 | 0.6 | 1.3 | 2.8 | 3.0 | 14.0 |
| 3  | Dave Greenwood    | 25   | 79 | 61 | 29.8 | 3.9 | 8.7  | .455 | 0.0 | 0.1 | .000 | 2.1 | 2.9 | .708 | 2.7 | 6.9 | 9.7 | 1.9 | 0.7 | 1.1 | 1.9 | 3.3 | 10.0 |
| 4  | Orlando Woolridge | 23   | 57 | 38 | 28.5 | 6.3 | 10.9 | .580 | 0.0 | 0.1 | .000 | 3.8 | 6.0 | .638 | 2.1 | 3.1 | 5.2 | 1.7 | 0.7 | 0.8 | 2.8 | 3.1 | 16.5 |
| 5  | Quintin Dailey    | 22   | 76 | 32 | 27.4 | 6.2 | 13.3 | .466 | 0.1 | 0.3 | .200 | 2.7 | 3.7 | .730 | 1.1 | 2.3 | 3.4 | 3.7 | 0.9 | 0.1 | 2.7 | 3.3 | 15.1 |
| 6  | Rod Higgins       | 23   | 82 | 42 | 26.8 | 3.8 | 8.5  | .448 | 0.2 | 0.5 | .317 | 2.5 | 3.2 | .792 | 1.9 | 2.5 | 4.5 | 2.1 | 0.8 | 0.8 | 1.5 | 3.0 | 10.3 |
| 7  | Mark Olberding    | 26   | 80 | 31 | 22.7 | 3.1 | 6.5  | .481 | 0.0 | 0.2 | .167 | 2.4 | 3.1 | .782 | 1.4 | 3.1 | 4.5 | 1.6 | 0.6 | 0.1 | 1.9 | 3.1 | 8.7  |
| 8  | Ronnie Lester     | 24   | 65 | 38 | 22.1 | 3.1 | 6.9  | .453 | 0.0 | 0.1 | .000 | 1.9 | 2.6 | .725 | 0.7 | 1.9 | 2.6 | 5.1 | 0.8 | 0.1 | 2.1 | 1.9 | 8.1  |
| 9  | Tracy Jackson     | 23   | 78 | 3  | 16.8 | 2.6 | 5.5  | .467 | 0.0 | 0.2 | .154 | 1.2 | 1.6 | .730 | 1.1 | 1.2 | 2.3 | 1.3 | 0.8 | 0.1 | 1.1 | 1.7 | 6.3  |
| 10 | Dwight Jones      | 30   | 49 | 2  | 13.7 | 1.8 | 3.9  | .446 | 0.0 | 0.0 |      | 1.0 | 1.5 | .627 | 1.1 | 2.8 | 4.0 | 0.8 | 0.4 | 0.3 | 1.3 | 1.8 | 4.5  |
| 11 | Dudley Bradley    | 25   | 58 | 11 | 11.8 | 1.4 | 2.7  | .516 | 0.0 | 0.1 | .200 | 0.6 | 0.8 | .800 | 0.5 | 1.3 | 1.8 | 1.8 | 0.8 | 0.2 | 1.0 | 1.6 | 3.5  |
| 12 | Jawann Oldham     | 25   | 16 | 0  | 10.7 | 1.9 | 3.6  | .534 | 0.0 | 0.0 |      | 0.8 | 1.4 | .545 | 1.1 | 1.8 | 2.9 | 0.3 | 0.3 | 0.8 | 0.8 | 1.9 | 4.6  |
| 13 | Mike Bratz        | 27   | 15 | 0  | 9.3  | 0.9 | 2.8  | .333 | 0.1 | 0.5 | .125 | 0.7 | 0.9 | .769 | 0.2 | 1.1 | 1.3 | 1.5 | 0.5 | 0.0 | 0.9 | 1.3 | 2.6  |
| 14 | Larry Kenon       | 30   | 5  | 0  | 5.0  | 0.4 | 1.2  | .333 | 0.0 | 0.0 |      | 0.0 | 0.0 |      | 0.2 | 0.6 | 0.8 | 0.0 | 0.2 | 0.0 | 0.4 | 0.4 | 0.8  |
| 15 | Larry Spriggs     | 23   | 9  | 0  | 4.3  | 0.9 | 2.2  | .400 | 0.0 | 0.0 |      | 0.6 | 0.8 | .714 | 0.2 | 0.8 | 1.0 | 0.3 | 0.1 | 0.2 | 0.2 | 0.3 | 2.3  |

## Galardones y récords
| Jugador        | Galardón                            |
| Quintin Dailey | Mejor quinteto de rookies de la NBA |
| Reggie Theus   | All-Star                            |